# Pheidole alacris
Pheidole alacris  (лат.) — вид муравьёв рода Pheidole из подсемейства Myrmicinae (Formicidae). Неотропика: Аргентина. Мелкие муравьи (1—2 мм) желтовато-коричневого цвета с характерными большеголовыми солдатами. На проподеуме имеются шипы. Усики рабочих и самок 12-члениковые (13 у самцов) с 3-члениковой булавой. Ширина головы крупных рабочих (HW) — 0,94 мм (длина головы — 0,96 мм). Ширина головы мелких рабочих — 0,42 мм (длина головы — 0,48 мм). Pheidole alacris до 2003 года был в статусе подвида; относится к видовой группе Pheidole flavens Group и сходен с видами Pheidole atticola, Pheidole dinophila, Pheidole hazenae, Pheidole lucaris и Pheidole ulothrix.